# Prinsen och mrs Simpson
Prinsen och mrs Simpson (engelska: The Woman He Loved) är en brittisk romantisk drama TV-film från 1988 om  Edvard VIII abdikation i regi av Charles Jarrott. I huvudrollerna ses Anthony Andrews, Jane Seymour och Olivia de Havilland. 

## Rollista i urval
- Anthony Andrews - Prinsen av Wales
- Jane Seymour - Wallis Simpson
- Olivia de Havilland - tant Bessie Merryman
- Lucy Gutteridge - Thelma Furness, Viscountess Furness
- Tom Wilkinson - Ernest Simpson
- Julie Harris - Alice Warfield (Mrs Simpsons mor)
- Robert Hardy - Winston Churchill
- Phyllis Calvert - Drottning Mary
- Evelyn Laye - Maud Cunard
- David Waller - Stanley Baldwin (Spelade Baldwin även i Edward & Mrs Simpson 1978.)
- Rupert Frazer - Peregrine Cust, prinsen av Wales stallmästare
- Charlotte Mitchell - Lady Chatfield
- Margaretta Scott - Lady Wigram
- Richard Wilson - Norman Birkett, 1st Baron Birkett